# Artemisia palmeri
Artemisia palmeri es una especie de arbusto del género Artemisia, que se distribuye por Norteamérica.

## Distribución y hábitat
Es originaria del norte de Baja California y San Diego, California, donde su hábitat natural son barrancas costeras de arena y drenajes fluviales. La mayor parte de este hábitat ha sido destruido por el uso humano. En ocasiones se encuentra tierra adentro en comunidades vegetales de chaparral de la región. 

## Descripción
Esta es una hierba perenne o bienal que produce frágiles tallos erectos o extendidos de 1 a 3 metros de altura. La base es leñosa. El follaje es aromático y se compone de hojas largas y estrechas profundamente cortadas en varios lóbulos estrechos y puntiagudos. La inflorescencia contiene racimos de cabezas de flores pálidas con florecillas amarillas que contienen discos glandulares. El fruto es un pequeño aquenio de alrededor de un milímetro de largo.

## Taxonomía
Artemisia palmeri fue descrita por Asa Gray y publicado en Proceedings of the American Academy of Arts and Sciences 11: 79–80. 1876.
Etimología
Hay dos teorías en la etimología de Artemisia: según la primera, debe su nombre a Artemisa, hermana gemela de Apolo y diosa griega de la caza y de las virtudes curativas, especialmente de los embarazos y los partos . Según la segunda teoría, el género fue otorgado en honor a Artemisia II, hermana y mujer de Mausolo, rey de la Caria, 353-352 a. C., que reinó después de la muerte del soberano. En su homenaje se erigió el Mausoleo de Halicarnaso, una de las siete maravillas del mundo. Era experta en botánica y en medicina.
palmeri: epíteto
Sinonimia
- Artemisia palmeri (A.Gray) Rydb.
- Artemisiastrum palmeri (A.Gray) Rydb.[3]